# Ferdinand Tille
Ferdinand Tille est un joueur allemand de volley-ball né le 8 décembre 1988 à Mühldorf am Inn (arrondissement de Mühldorf am Inn, dans le Land de Bavière). Il mesure 1,85 m et joue libero. Il totalise 120 sélections en équipe d'Allemagne.

## Clubs
| Club             | De        | À         |
| ---------------- | --------- | --------- |
| Generali Haching | 2006-2007 | 2010-2011 |
| Arago de Sète    | 2011-2012 | 2012-2013 |
| Generali Haching | 2013-2014 | ...       |

## Palmarès
- Ligue européenne (1)
  - Vainqueur : 2009
- Championnat d'Allemagne 
  - Finaliste : 2009, 2010
- Coupe d'Allemagne (3)
  - Vainqueur : 2009, 2010, 2011